# River (CHAGE and ASKAの曲)
「river」（リバー）は、CHAGE&ASKA（現：CHAGE and ASKA）の楽曲。自身の38作目のシングルとして、ポニーキャニオンから1996年2月19日に発売された。

## 背景・リリース
前作「Something There」から、およそ9ヶ月ぶりとなるシングル発売となった:403。
ポニーキャニオン（AARD-VARKレーベル）から発売された最後のシングルであり、カセットテープでの発売もシングルでは本作が最後である。

## 収録曲
| 全編曲: 重実徹。 |                                    |           |           |       |
| #                | タイトル                           | 作詞      | 作曲      | 時間  |
| 1.               | 「river」                          | 飛鳥涼    | 飛鳥涼    | 5:13  |
| 2.               | 「NとLの野球帽」                   | CHAGE     | CHAGE     | 6:09  |
| 3.               | 「river （オリジナル・カラオケ）」 |           | 飛鳥涼    | 5:13  |
| 合計時間:        | 合計時間:                          | 合計時間: | 合計時間: | 16:35 |

| 全編曲: 重実徹。 |                                           |           |           |       |
| #                | タイトル                                  | 作詞      | 作曲      | 時間  |
| 1.               | 「river」                                 | 飛鳥涼    | 飛鳥涼    | 5:13  |
| 2.               | 「NとLの野球帽」                          | CHAGE     | CHAGE     | 6:09  |
| 3.               | 「river （オリジナル・カラオケ）」        |           | 飛鳥涼    | 5:13  |
| 4.               | 「NとLの野球帽 （オリジナル・カラオケ）」 |           | CHAGE     | 6:05  |
| 合計時間:        | 合計時間:                                 | 合計時間: | 合計時間: | 22:40 |

## 楽曲解説
1. river
TBS系列木曜ドラマ『リスキーゲーム』主題歌。
最初はテンポ感のある曲だったが、急遽ピアノを中心としたバラード曲にアレンジが変更され、レコーディングがやり直された[4]。
トリビュート・アルバム『one voice THE SONGS OF CHAGE&ASKA』には英語詞バージョンの「The River」が収録されており、こちらはミディアム・テンポの曲調である。セルフカバー・アルバム『STAMP』にも収録されており、こちらもミディアム・テンポの曲調である。
2. NとLの野球帽
タイトルの「NとL」は、CHAGE（現：Chage）の地元である福岡のプロ野球チーム「西鉄ライオンズ」（現：埼玉西武ライオンズ）のことである[3]:318。
メロディーは1980年代のアメリカンロックを思い起こさせる力強いサウンドで[1]、歌詞はCHAGEの少年時代の情景が歌われている。MULTI MAXで発表した楽曲「MILKY WAY BLUES」の続編的なところがあり、「MILKY WAY BLUES」ではガキの頃の工場地帯の街を描き、本楽曲は「その工場地帯を走り回る自分自身を描いた」と語っている[3]:319-320。CHAGEが本楽曲で最も言いたいことは1969年という時代であり、「音楽をやっている人なら、決して避けて通れない年代。1970年を前にして今の音楽の基盤になったようなものが、ぐわーっと出てきた」という[3]:318。
3. river （オリジナル・カラオケ）
4. NとLの野球帽 （オリジナル・カラオケ）
8cmCDには未収録であり、配信もされていない。

## 収録アルバム
国内盤
- CODE NAME.2 SISTER MOON (#1,#2)
- CHAGE BEST SONGS/PROLOGUE (#2)
- CHAGE&ASKA VERY BEST ROLL OVER 20TH (#1,#2)
- STAMP (#1)※セルフカバー

海外盤
- 恰克 CHAGE精選集 (#2)
- GREATEST HITS (#1)
- 倆角形 Duet Angle 20th anniversary (#2)
- THE BEST (#2)
- Asian Communications Best (#1,#2)